# Вереття (Воронезька область)
Вереття (рос. Веретье) — село у Острогозькому районі Воронезької області Російської Федерації.
Населення становить 704  особи. Входить до складу муніципального утворення Веретьєвське сільське поселення.

## Історія
Населений пункт розташований у межах суцільної української етнічної території, частини Східної Слобожанщини. До Перших визвольних змагань належав до Воронезької губернії.
Згідно із законом від 15 жовтня 2004 року входить до складу муніципального утворення Веретьєвське сільське поселення.

## Населення
| 2000 | 2005 | 2010 |
| ---- | ---- | ---- |
| 685  | ↘544 | ↗704 |